# جيمس كندريك وليامز
جيمس كندريك وليامز (بالإنجليزية: James Kendrick Williams)‏ هو كاهن كاثوليكي أمريكي، ولد في 5 سبتمبر 1936 في Athertonville, Kentucky ‏ في الولايات المتحدة.